# کلاغ سیاه (فیلم ۲۰۰۶)
«کلاغ سیاه» (انگلیسی: The Raven (2006 film)) فیلمی در ژانر ترسناک است.